# Cambronne-lès-Ribécourt
Cambronne-lès-Ribécourt is een gemeente in het Franse departement Oise (regio Hauts-de-France). De plaats maakt deel uit van het arrondissement Compiègne. Cambronne-lès-Ribécourt telde op 1 januari 2022 1.875 inwoners.

## Geografie
De oppervlakte van Cambronne-lès-Ribécourt bedroeg op 1 januari 2022 6,93 vierkante kilometer; de bevolkingsdichtheid was toen 270,6 inwoners per km².

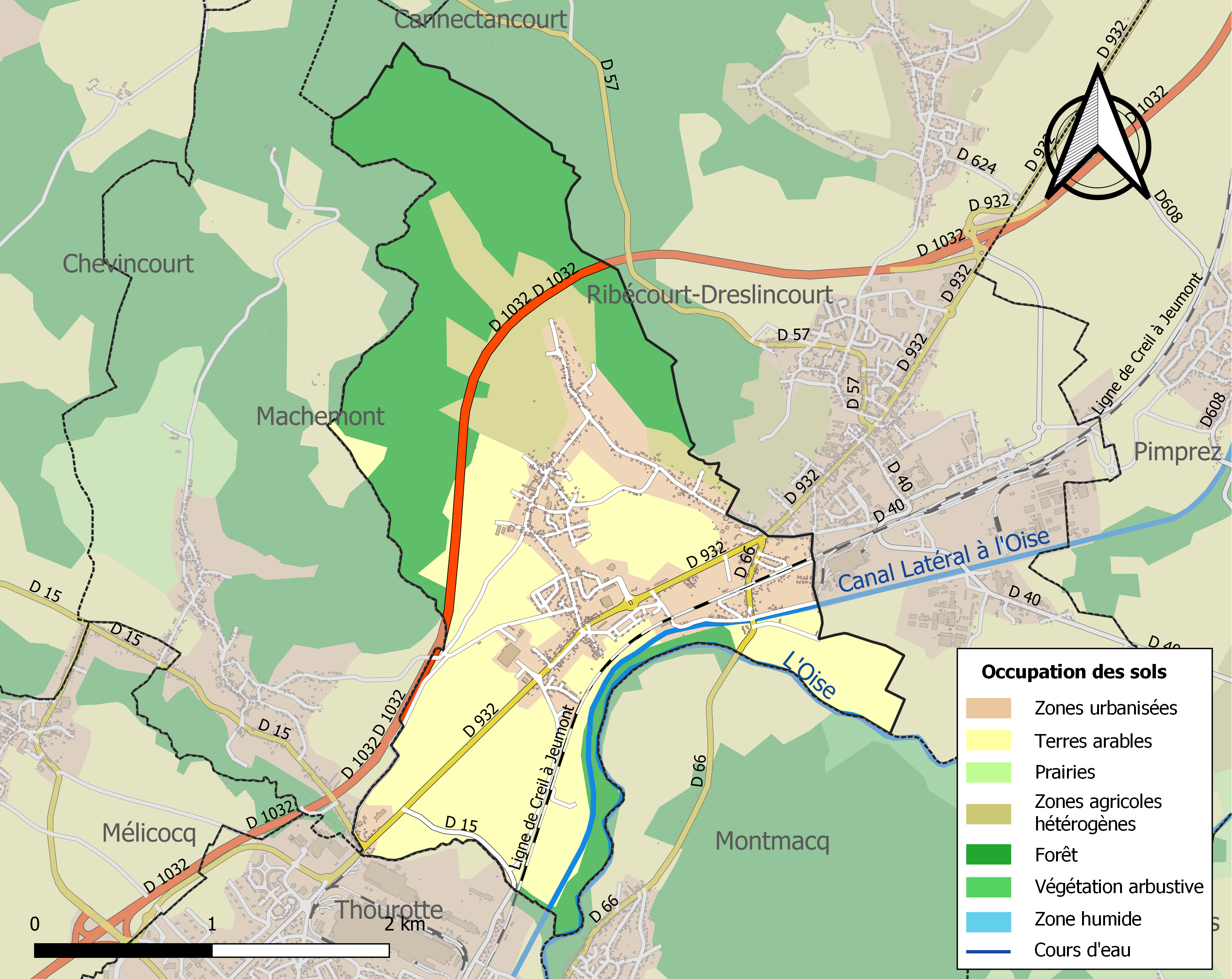
Kaart van de gemeente met belangrijkste infrastructuur, bodemgebruik en omliggende gemeenten

## Demografie
Onderstaande figuur toont het verloop van het inwonertal (bron: INSEE-tellingen).